# هرمان بیسنس
هرمان بیسنس (انگلیسی: Herman Beysens؛ زادهٔ ۲۷ مهٔ ۱۹۵۰) دوچرخه‌سوار اهل بلژیک است.
از باشگاه‌هایی که در آن بازی کرده‌است می‌توان به تیم دوچرخه‌سواری فلاندریا و مولتنی اشاره کرد.